# Matthias Schott
Matthias Schott (* 1979 in Nürnberg) ist ein deutscher Physiker und Hochschullehrer. Er ist seit 2013 Professor für experimentelle Teilchenphysik an der Universität Mainz.

## Werdegang und Forschung
Schott studierte Physik und Mathematik an der Friedrich-Alexander Universität Erlangen und der Cambridge University und promovierte 2007 an der Ludwig-Maximilians Universität München zur Z-Boson-Produktion am Large Hadron Collider (LHC). Von 2008 bis 2012 war er wissenschaftlicher Mitarbeiter am Forschungszentrum CERN in Genf und wechselte 2013 auf eine Lichtenberg-Professur an die Universität Mainz. Seit 2024 ist er Professor für experimentelle Teilchenphysik an der Universität Bonn. Er forscht mit seiner Gruppe an Präzisionsmessungen der W-Boson-Masse und der starken Kopplungskonstante, sowie der Suche nach axion-artigen Teilchen und hochfrequenten Gravitationswellen. 2016 war Schott bei dem erstmaligen Nachweis von Licht-an-Licht (Halpern) Streuung beteiligt. Nebenher wirkt Schott in diversen TV-Sendungen zum Thema Physik mit.

## Auszeichnungen und Ehrungen
- 2011 Wilhelm-Conrad-Röntgen-Gastprofessur[8]
- 2013 Lichtenberg-Professur zum Thema Präzisionsmessung der W-Boson-Masse am LHC[1]
- 2013 Fellow des Gutenberg Forschungskollegs[3]
- 2016 Lehrpreis des Landes Rheinland-Pfalz[9]
- 2018 Feodor Lynen Research Fellowship der Alexander-von-Humboldt-Stiftung[10]
- 2018 Fulbright Research Scholarship[11]
- 2019 Consolidator Grant des Europäischen Forschungsrates für das Projekt Searches for Axion Like Particles at the LHC[4]
- 2024 Synergy Grant des Europäischen Forschungsrates für das Projekt GravNet - A Global Network for the Search for High-Frequency Gravitational Waves[5]
- 2025 Korrespondierendes Mitglied der Akademie der Wissenschaften und der Literatur

## Ausgewählte Veröffentlichungen
- ATLAS Collaboration, Evidence for light-by-light scattering in heavy-ion collisions with the ATLAS detector at the LHC. In: Nature Phys. 13 (2017) 9, 852-858, e-Print: 1702.01625
- ATLAS Collaboration, Measurement of the WW-boson mass in pp collisions at 7 TeV with the ATLAS detector. In: Eur. Phys.J.C 78 (2018) 2, 110, e-Print: 1701.07240
- mit J. Erler: Electroweak Precision Tests of the Standard Model after the Discovery of the Higgs Boson. In: Prog. Part. Nucl. Phys. 106 (2019) 68-119, e-Print: 1902.05142
- mit S. Camarda, G. Ferrera: Determination of the strong-coupling constant from the Z-boson transverse-momentum distribution. In: EPJC 2022, e-Print: 2203.05394